# WWE Women's Championship (2023)
Ne pas confondre avec le WWE Women's World Championship ou le WWE Women's Championship (1956-2010).
Le WWE Women's Championship (que l'on peut traduire par championnat féminin de la WWE), anciennement appelé WWE Raw Women's Championship, est un championnat féminin féminin de catch (lutte professionnelle) utilisé par la World Wrestling Entertainment. Depuis 2016, le WWE SmackDown  Women's Championship et le WWE Raw Women's Championship ont remplacé le WWE Divas Championship. Le titre est exclusif au roster féminin de la WWE prenant part au show télévisé SmackDown, à l'exclusion donc (théoriquement) des lutteuses du show Raw et des lutteuses de la division NXT.
La championne actuelle est Tiffany Stratton. Elle a remporté le titre en encaissant son contrat du Money in the Bank sur Nia Jax, le 3 janvier 2025 à SmackDown.

## Histoire
Avant la création de ce titre, la World Wrestling Entertainment (WWE) utilisait le championnat des Divas de la WWE comme championnat féminin. Cependant, ce titre a perdu de la valeur à cause des décisions de la part de l'équipe créative, ainsi que des choix de recrutement du personnel. En effet, la WWE préfère alors engager des mannequins et leur apprendre le catch plutôt que de signer des catcheuses.
En 2014, la WWE tente de donner à nouveau du prestige à ce titre en lançant la Divas Revolution. Cela s'avère être davantage une opération de communication qu'une volonté de donner une chance aux meilleures catcheuses de l'entreprise de s'exprimer sur le ring.
Le 3 avril 2016, durant WrestleMania 32, la WWE décide de cesser d'utiliser la ceinture de championne des Divas. C'est Lita, une des plus célèbres catcheuses américaines du début des années 2000, qui présente la nouvelle ceinture. C'est Charlotte Flair, la dernière championne des Divas, qui devient la première championne féminine de la WWE nouvelle mouture,.
La WWE décide de séparer à nouveau le personnel apparaissant à l'écran au cours d'une draft le 18 et 19 juillet. Au cours de ce draft, Charlotte Flair rejoint RAW, tandis que d'autres catcheuses vont à SmackDown Live. Ce titre change de nom en septembre pour devenir le championne féminine de RAW en septembre après la création du championnat féminin de Smackdown Live.

### Historique du nom
| Nom                          | Durée                           |
| ---------------------------- | ------------------------------- |
| WWE Women's Championship     | 3 avril 2016 - 5 septembre 2016 |
| WWE Raw Women's Championship | 5 septembre 2016 – 9 juin 2023  |
| WWE Women's Championship     | 9 juin 2023 -                   |

## Liste des championnes
| #         | Championne       | Nombre de règnes | Date             | Jours          | Évènement                  | Lieu                            | Notes | Réf    |
| Raw       | Raw              | Raw              | Raw              | Raw            | Raw                        | Raw                             | Raw | Raw    |
| --------- | ---------------- | ---------------- | ---------------- | -------------- | -------------------------- | ------------------------------- | --- | ------ |
| 1         | Charlotte Flair  | 1                | 3 avril 2016     | 113            | WrestleMania 32            | Arlington (Texas)               | En battant Sasha Banks et Becky Lynch dans un Triple Threat Match. Elle devient ainsi la première championne. Le titre devient exclusif à Raw à la suite du retour de la Brand Extension en juillet 2016 | [ 6 ]  |
| 2         | Sasha Banks      | 1                | 25 juillet 2016  | 27             | Raw                        | Pittsburgh (Pennsylvanie)       | En battant Charlotte. Elle remporte le titre pour la première fois de sa carrière, son second titre personnel et son premier titre dans le roster principal. | [ 7 ]  |
| 3         | Charlotte Flair  | 2                | 21 août 2016     | 43             | SummerSlam (2016)          | Brooklyn (New York)             | En battant Sasha Banks. Elle devient la 1re catcheuse à gagner deux fois la ceinture. Durant son règne le titre changera de nom pour le WWE Raw Women's Championship à la suite de la création d'un titre féminin dans la branche bleue. | [ 8 ]  |
| 4         | Sasha Banks      | 2                | 3 octobre 2016   | 27             | Raw                        | Los Angeles (Californie)        | En battant Charlotte durant le tout premier Main Event féminin de Raw depuis 2004. Elle devient la 2e catcheuse à gagner deux fois la ceinture. | [ 9 ]  |
| 5         | Charlotte Flair  | 3                | 30 octobre 2016  | 29             | Hell in a Cell (2016)      | Boston (Massachusetts)          | En battant Sasha Banks dans le tout premier Hell in a Cell Match féminin de l'histoire. Elle devient la 1re catcheuse à gagner trois fois la ceinture. | [ 10 ] |
| 6         | Sasha Banks      | 3                | 28 novembre 2016 | 20             | Raw                        | Charlotte (Caroline du Nord)    | En battant Charlotte dans un Falls Count Anywhere Match. Elle devient la 2e catcheuse à gagner trois fois la ceinture. | [ 11 ] |
| 7         | Charlotte Flair  | 4                | 18 décembre 2016 | 57             | Roadblock: End of the Line | Pittsburgh (Pennsylvanie)       | En prenant sa revanche sur Sasha Banks dans un 30-Minute Iron Women match (remportée 3-2). Elle devient la 1re catcheuse à gagner quatre fois la ceinture. | [ 12 ] |
| 8         | Bayley           | 1                | 13 février 2017  | 76             | Raw                        | Las Vegas (Nevada)              | En battant Charlotte Flair. Elle remporte le titre pour la première fois de sa carrière, son second titre personnel et son premier titre personnel dans le roster principal. | [ 13 ] |
| 9         | Alexa Bliss      | 1                | 30 avril 2017    | 112            | Payback (2017)             | San José (Californie)           | En battant Bayley. Elle remporte le titre pour la première fois de sa carrière, son second titre personnel et devient la première catcheuse à avoir gagné les deux titres féminins des deux divisions principales. | [ 14 ] |
| 10        | Sasha Banks      | 4                | 20 août 2017     | 8              | SummerSlam (2017)          | Brooklyn (New York)             | En battant Alexa Bliss. Elle devient la 2de catcheuse à gagner quatre fois la ceinture. | [ 15 ] |
| 11        | Alexa Bliss      | 2                | 28 août 2017     | 223            | Raw                        | Memphis (Tennessee)             | En prenant sa revanche sur Sasha Banks. Elle devient la 3e catcheuse à gagner deux fois la ceinture. | [ 16 ] |
| 12        | Nia Jax          | 1                | 8 avril 2018     | 70             | WrestleMania 34            | La Nouvelle-Orléans (Louisiane) | En battant Alexa Bliss. Elle remporte le titre pour la première fois de sa carrière et son premier titre personnel dans le roster principal. | [ 17 ] |
| 13        | Alexa Bliss      | 3                | 17 juin 2018     | 63             | Money in the Bank (2018)   | Chicago (Illinois)              | En battant Nia Jax après avoir fait perdre la Samoane face à Ronda Rousey par disqualification en l'attaquant et encaissé sa mallette Money in the Bank. Elle devient la 3e catcheuse à gagner trois fois la ceinture. | [ 18 ] |
| 14        | Ronda Rousey     | 1                | 19 août 2018     | 232            | SummerSlam (2018)          | Brooklyn (New York)             | En battant Alexa Bliss par soumission. Elle remporte le titre pour la première fois de sa carrière, son premier titre personnel dans le roster principal, et devient la première combattante à gagner le titre féminin de Raw et celui de l'UFC. | [ 19 ] |
| 15        | Becky Lynch      | 1                | 8 avril 2019     | 399            | WrestleMania 35            | East Rutherford (New Jersey)    | En battant Ronda Rousey et Charlotte Flair dans un Triple Threat Winner Takes All match et le tout premier main-event 100% féminin de l'histoire. Elle redevient également championne de SmackDown pour la troisième fois. Elle remporte le titre pour la première fois de sa carrière et devient la première catcheuse à détenir les deux titres féminins des deux divisions principales.                                                                                     | [ 20 ] |
| 16        | Asuka            | 1                | 11 mai 2020      | 77             | Raw                        | Orlando (Floride)               | En gagnant la mallette à Money in the Bank la veille, où le titre y est enfermé. Becky Lynch a été contrainte de l'abandonner, car elle est enceinte. La Japonaise remporte le titre pour la première fois de sa carrière et devient donc la deuxième Grand Slam Champion, après Bayley. | [ 21 ] |
| 17        | Sasha Banks      | 5                | 27 juillet 2020  | 28             | Raw                        | Orlando (Floride)               | En battant Asuka par décompte extérieur, car son adversaire est allée secourir sa partenaire Kairi Sane, attaquée par Bayley dans les coulisses. Elle devient la 1re catcheuse à gagner cinq fois la ceinture, à détenir le titre féminin de Raw et la moitié des titres féminins par équipes de la WWE et la seconde catcheuse au plus grand nombre de règnes, derrière Charlotte Flair (6).                                                                                  | [ 22 ] |
| 18        | Asuka            | 2                | 24 août 2020     | 230            | SummerSlam (2020)          | Orlando (Floride)               | En battant Sasha Banks par soumission dans un match revanche. Elle devient la 4e catcheuse à gagner deux fois la ceinture. | [ 23 ] |
| 19        | Rhea Ripley      | 1                | 11 avril 2021    | 98             | WrestleMania 37            | Tampa (Floride)                 | En battant Asuka. Elle remporte le titre pour la première fois de sa carrière, son second titre personnel et son premier titre personnel dans le roster principal. | [ 24 ] |
| 20        | Charlotte Flair  | 5                | 18 juillet 2021  | 1              | Money in the Bank (2021)   | Fort Worth (Texas)              | En battant Rhea Ripley. Elle devient la 2e catcheuse à gagner cinq fois la ceinture. | [ 25 ] |
| 21        | Nikki A.S.H.     | 1                | 19 juillet 2021  | 33             | Raw                        | Dallas (Texas)                  | En battant Charlotte Flair, après l'avoir attaquée et encaissé sa mallette Money in the Bank. Elle remporte le titre pour la première fois de sa carrière et son premier titre personnel dans le roster principal. | [ 26 ] |
| 22        | Charlotte Flair  | 6                | 21 août 2021     | 62             | SummerSlam (2021)          | Paradise (Nevada)               | En battant Nikki A.S.H et Rhea Ripley dans un Triple Threat match. Elle devient la 1re catcheuse à gagner six fois la ceinture et au plus grand nombre de règnes. | [ 27 ] |
| 23        | Becky Lynch      | 2                | 22 octobre 2021  | 162            | SmackDown                  | Wichita (Kansas)                | À la suite du transfert de Charlotte Flair à SmackDown lors du Draft, les deux femmes échangent leurs titres respectifs. Elle devient la 5e catcheuse à gagner deux fois la ceinture. | [ 28 ] |
| 24        | Bianca Belair    | 1                | 2 avril 2022     | 420            | WrestleMania 38            | Arlington (Texas)               | En battant Becky Lynch. Elle remporte le titre pour la première fois de sa carrière, son second titre personnel et son second titre personnel dans le roster principal. Elle devient également la première catcheuse à gagner deux matchs consécutifs et deux titres féminins différents à WrestleMania. Elle prend également sa revanche sur son adversaire, après avoir perdu à SummerSlam l'année passée. Elle détient le record du plus long règne de l'histoire du titre. | [ 29 ] |
| SmackDown |                  |                  |                  |                |                            |                                 | |        |
| 25        | Asuka            | 3                | 27 mai 2023      | 70             | Night of Champions (2023)  | Djeddah ( Arabie saoudite)      | En prenant sa revanche sur Bianca Belair lors du match perdu à WrestleMania 39. Elle devient la 4e catcheuse à gagner trois fois la ceinture. Durant son règne le titre changera reprendra le nom de WWE Women's Championship. | [ 30 ] |
| 26        | Bianca Belair    | 2                | 5 août 2023      | 0 (1 min 35 s) | SummerSlam (2023)          | Détroit (Michigan)              | En battant Asuka et Charlotte Flair dans un Triple Threat match. Elle devient la 6e catcheuse à gagner deux fois la ceinture. Il s'agit du règne le plus court de l'histoire du titre. | [ 31 ] |
| 27        | Iyo Sky          | 1                | 5 août 2023      | 246            | SummerSlam (2023)          | Détroit (Michigan)              | En battant Bianca Belair après avoir encaissé sa malette Money in the Bank. Elle remporte le titre pour la première fois de sa carrière et son second titre personnel. | [ 31 ] |
| 28        | Bayley           | 2                | 7 avril 2024     | 118            | WrestleMania XL            | Philadelphie (Pennsylvanie)     | En battant IYO SKY. Elle devient la 7e catcheuse à gagner deux fois la ceinture. | [ 32 ] |
| 29        | Nia Jax          | 2                | 3 août 2024      | 153            | SummerSlam (2024)          | Cleveland (Ohio)                | En battant Bayley. Elle devient la 8e catcheuse à gagner deux fois la ceinture. | [ 33 ] |
| 30        | Tiffany Stratton | 1                | 3 janvier 2025   | 210+           | SmackDown                  | Phoenix (Arizona)               | En battant Nia Jax après avoir encaissé sa mallette Money in the Bank, elle remporte le titre pour la première fois de sa carrière, son second titre personnel et son premier titre dans le roster principal. | [ 34 ] |

## Règnes combinés
| Signe | Notes                                     |
| ----- | ----------------------------------------- |
|       | Lutteuse travaillant toujours à SmackDown |
|       | Lutteuse travaillant toujours à la WWE    |

| Rang | Catcheuse        | Règnes | Jours | 1re victoire   |
| ---- | ---------------- | ------ | ----- | -------------- |
| 1    | Becky Lynch      | 2      | 561   | 8 avr. 2019    |
| 2    | Bianca Belair    | 2      | 420   | 2 avr. 2022    |
| 3    | Alexa Bliss      | 3      | 398   | 30 avr. 2017   |
| 4    | Asuka            | 3      | 377   | 11 mai 2020    |
| 5    | Charlotte Flair  | 6      | 305   | 3 avr. 2016    |
| 6    | Iyo Sky          | 1      | 246   | 5 août 2023    |
| 7    | Ronda Rousey     | 1      | 232   | 19 août 2018   |
| 8    | Nia Jax          | 2      | 223   | 8 avr. 2018    |
| 9    | Tiffany Stratton | 1      | 210+  | 3 janv. 2025   |
| 10   | Bayley           | 2      | 194   | 13 fév. 2017   |
| 11   | Sasha Banks      | 5      | 110   | 25 juill. 2016 |
| 12   | Rhea Ripley      | 1      | 98    | 11 avr. 2021   |
| 13   | Nikki A.S.H.     | 1      | 33    | 19 juill. 2021 |

## Statistiques
| Record                     | Détenteur du record | Chiffre    |
| -------------------------- | ------------------- | ---------- |
| Règne le plus long         | Bianca Belair       | 420 jours  |
| Règne le plus court        | Bianca Belair       | 1 min 35 s |
| Plus grand nombre de règne | Charlotte Flair     | 6 fois     |
| Championne la plus jeune   | Sasha Banks         | 24 ans     |
| Championne la plus âgée    | Asuka               | 41 ans     |